# M2 Tanque Leve
O M2 Tanque Leve é um carro de combate americano desenvolvido em 1935. Foi utilizado nas primeiras batalhas do Teatro do Pacífico na Segunda Guerra Mundial. Foi um importante passo no desenvolvimento dos carros de combate americanos posteriores, como o carro de combate M3 Stuart.

## Referência
- «Informações sobre o M2» (em inglês). wwiivehicles.com. Consultado em 30 de junho de 2014
- Wikipédia anglófona - M2 Light Tank